# Walter Bastenie
Walter Bastenie (1910. május 29. – ?) belga jégkorongozó, olimpikon.
Részt vett az 1936. évi téli olimpiai játékokon a jégkorongtornán. A belga csapat a C csoportba került. Az első mérkőzésen 11–2 kikaptak a magyar válogatottól. A következőn 5–0-s vereséget szenvedtek a csehszlovákoktól majd utolsó csoportmérkőzésen egy szoros hosszabbításos mérkőzésen 4–2-es szenvedtek a franciáktól. A csoportban utolsó helyen zártak 0 ponttal és összesítésben a 14. helyen végeztek. Mind a három mérkőzésen játszott és nem ütött gólt.
Klubcsapata a  Brusselse IJshockeyclub volt.